# 30119 Lucamatone
30119 Lucamatone è un asteroide della fascia principale. Scoperto nel 2000, presenta un'orbita caratterizzata da un semiasse maggiore pari a 2,5870946 UA e da un'eccentricità di 0,0714704, inclinata di 5,92777° rispetto all'eclittica.